# Allassa groga
L'allassa groga, caldereta, espasa de sant, jonquillo, nadala, ninou, pixat de burro o santvicentets és una planta herbàcia de flor blanca de la família de les amaril·lidàcies, classificat dins de la secció Tazetta DC del gènere Narcissus. Les espècies que formen el grup Tazetta són N. tazetta L., N. papyraceus, N. pachybolbus i N. dubius. Les plantes d'aquest grup presenten alguns caràcters morfològics semblants, com la secció de les fulles, que és amplament el·líptica, la corona és copuliforme, els filaments estaminals són rectes, en 2 nivells; les anteres no versàtils i les llavors no presenten estròfil (substància de reserva o eleosoma que es forma a partir del funicle i és extern a la llavor). És un grup al qual agrada el clima mediterrani i agraeixen els dies de sol enfront dels més freds.

## Descripció
Planta herbàcia bulbosa d'uns 2-60 cm d'alçada, glabra. El bulb és subglobós amb túniques externes de tipus membranoses d'un color castany fosc, que es perllonga en una beina d'uns 11-98 mm. El peduncle florífer és llarg i sense fulles. L'escap és de secció estretament el·líptica, estriat i fistulós.

### Fulles
Són linears, de marge llis, de secció estretament el·líptica, amb dues quilles poc marcades a la cara dorsal, cobertes per la prolongació de les túniques externes del bulb.

### Flors
- L'espata és membranosa, lanceolada i embeinadora a la base.
- Les flors són pedicelades, el tub del periant es va eixamplant gradualment cap a l'àpex, i són de color blanc-groguenc cremós. Floreix del desembre al maig.

## Distribució i hàbitat
Es pot trobar en clarianes de suredes o de matollar, prats humits i en esquerdes de roques calcàries. El seu abast és de 0 a 1000m d'altitud sobre el nivell del mar. Es distribueix des del nord-est de la península Ibèrica fins als Balcans i Anatòlia; i al nord d'Àfrica ha estat cultivat i s'ha naturalitzat a moltes zones.

## Observacions
La descripció de N. tazetta es basa únicament en plantes procedents de Girona i les Balears, on aquesta espècie és clarament autòctona. Narcissus tazetta és molt semblant a N. papyraceus tant per la mida de les peces florals com per la robustesa general de les plantes. Es diferencien entre ells per la coloració de la corona: groga a N. tazetta i blanca a N. papyraceus, així com per la major longitud del tub i filaments estaminals de N. tazetta.

## Taxonomia
Narcissus tazetta va ser descrita pel científic, naturalista, botànic i zoòleg suec Carl von Linné i publicat a Species Plantarum 1, 290, l'any 1753.
Citologia
Nombre de cromosomes de Narcissus tazetta (Fam. Amaryllidaceae) i taxons infraespecífics: n=5 2n=10. 2n=20,21,30,31. 2n=22.
Etimologia
Narcissus, nom genèric que fa referència al jove narcisista de la mitologia grega Νάρκισσος (Narkissos), fill del déu riu Cephissus i de la nimfa Leiriope, que es distingia per la bellesa.
El nom deriva de la paraula grega ναρκὰο, narkào (= narcòtic) i es refereix a l'olor penetrant i embriagant de les flors d'algunes espècies (alguns sostenen que la paraula deriva de la paraula persa نرگس i que es pronuncia Nargis, que indica que aquesta planta es embriagadora).
tazetta: epítet llatí que significa "amb petita tassa".
Varietats acceptades
- Narcissus tazetta subsp. aureus (Jord. & Fourr.) Baker
- Narcissus tazetta subsp. canariensis (Burb.) Baker
- Narcissus tazetta subsp. chinensis (M.Roem.) Masam. & Yanagih.
- Narcissus tazetta subsp. corcyrensis (Herb.) Baker
- Narcissus tazetta subsp. italicus (Ker Gawl.) Baker
- Narcissus tazetta subsp. tazetta

Sinonímia
- Hermione tazetta (L.) Haw., Suppl. Pl. Succ.: 142 (1819).
- Narcissus aequilimba Herb., Amaryllidaceae: 404 (1837).
- Jonquilla tazetta (L.) Raf., Fl. Tellur. 4: 21 (1838).
- Narcissus aequilimbus Herb., Nyman, Syll. Fl. Eur.: 365 (1855).
- Pancratium tazetta (L.) Sessé et Moc., Fl. Mexic., ed. 2: 85 (1894).
- Narcissus tazetta subsp. eutazetta Briq., Prodr. Fl. Corse: 326 (1910).
- Narcissus linnaeanus Rouy in G.Rouy et J.Foucaud, Fl. France 13: 40 (1912), nom. illeg.
- Narcissus linnaeanus subsp. tazetta Rouy in G.Rouy et J.Foucaud, Fl. France 13: 47 (1912), nom. inval.[10]